# Frederick Scott Archer
Frederick Scott Archer (ur. 30 sierpnia 1814, zm. 1 maja 1857) – wynalazca procesu fotograficznego opartego na mokrym kolodionie, co poprzedziło wynalazek filmu fotograficznego. Urodził się w Bull Plain w Wielkiej Brytanii, a nie jak wcześniej sądzono w Bishop’s Stortford. Jego wynalazek przyczynił się do rozpowszechnienia fotografii ogółowi społeczeństwa.

## Życiorys
Ojciec Fredericka Archera z zawodu rzeźnik, był również wpływowym mieszkańcem Hertford, dzięki czemu w 1818 roku został burmistrzem. Matka umarła w 1817 roku, kiedy Frederick miał 2 lata, a ojciec ożenił się ponownie w 1830 roku. Na początku swojej kariery zawodowej wyjechał do Londynu by podjąć praktykę jako złotnik. Później został rzeźbiarzem i odkrył mokry kolodion gdyż chciał uwiecznić swoje rzeźby.
Niezadowolony z kontrastu na zdjęciach i długiego czasu naświetlania, wymyślił w 1848 roku nowy proces, który został opublikowany w The Chemist w marcu 1851 i był połączeniem dagerotypii z kalotypią. Świadomie opublikował swoje odkrycie, bez uprzedniego opatentowania go, tłumacząc to jako „dar dla świata”. Następnie rozwinął ambrotypię z Peterem Fry’em. Frederick Scott Archer zmarł w biedzie ze względu na brak opatentowania swojego odkrycia, a nekrolog opisał go jako "dżentelmena bardzo niepozornego, w złym stanie zdrowia." Jego rodzina otrzymała dar £747 po jego śmierci, oraz mały pensjonat na wsparcie jego trojga dzieci. Królewskie Stowarzyszenie Fotograficzne posiada małą kolekcję zdjęć Fredericka Scotta Archera, a niektóre wystawy odbywają się także w Muzeum Wiktorii i Alberta. Archer jest pochowany na cmentarzu Kensal Green w Londynie, W10.